# Шоломович, Иосиф Аронович
Иосиф Аронович Шоломович (1904–1956) – советский учёный, доктор экономических наук, профессор.

## Биография
Родился 7 июня 1904 года.
В 1921–1925 годах учился в Харьковском институте народного хозяйства. В 1920–1930 годах работал в финансово-банковской системе СССР. Защитил кандидатскую диссертацию в 1939 году. С 1944 года и до конца жизни преподавал в Московском финансово-экономическом институте (Московском финансовом институте). Был первым заведующим кафедрой бухгалтерского учета и анализа хозяйственной деятельности. В октябре 1954 года защитил докторскую диссертацию. Темой докторской диссертации Шоломовича были оборотные средства предприятий связи. Был утверждён ВАК в докторской степени в 1955 году.
Профессор Шоломович являлся автором учебников и учебных пособий по анализу хозяйственной деятельности для вузов и техникумов, ряда монографий и других работ по экономическому анализу и бухгалтерскому учёту. В частности, вышедшее в 1950 году учебное пособие под названием "Анализ хозяйственной деятельности промышленного предприятия", в течение целого десятилетия являлось основным учебником по курсу анализа в вузах и техникумах, а также практическим пособием для работников финансово-кредитной системы СССР. Книга дважды издавалась на немецком и болгарском, по одному разу - на венгерском, польском и чешском
языках. 
Воспитанные И. А. Шоломовичем аспиранты стали известными учеными и преподавателями МФИ; в их числе: доктор экономических наук, профессор А. А. Додонов, кандидат экономических наук, доцент М. И. Офицерова и другие.
Умер 5 августа 1956 года.